# シモネッタ・ヴェスプッチ

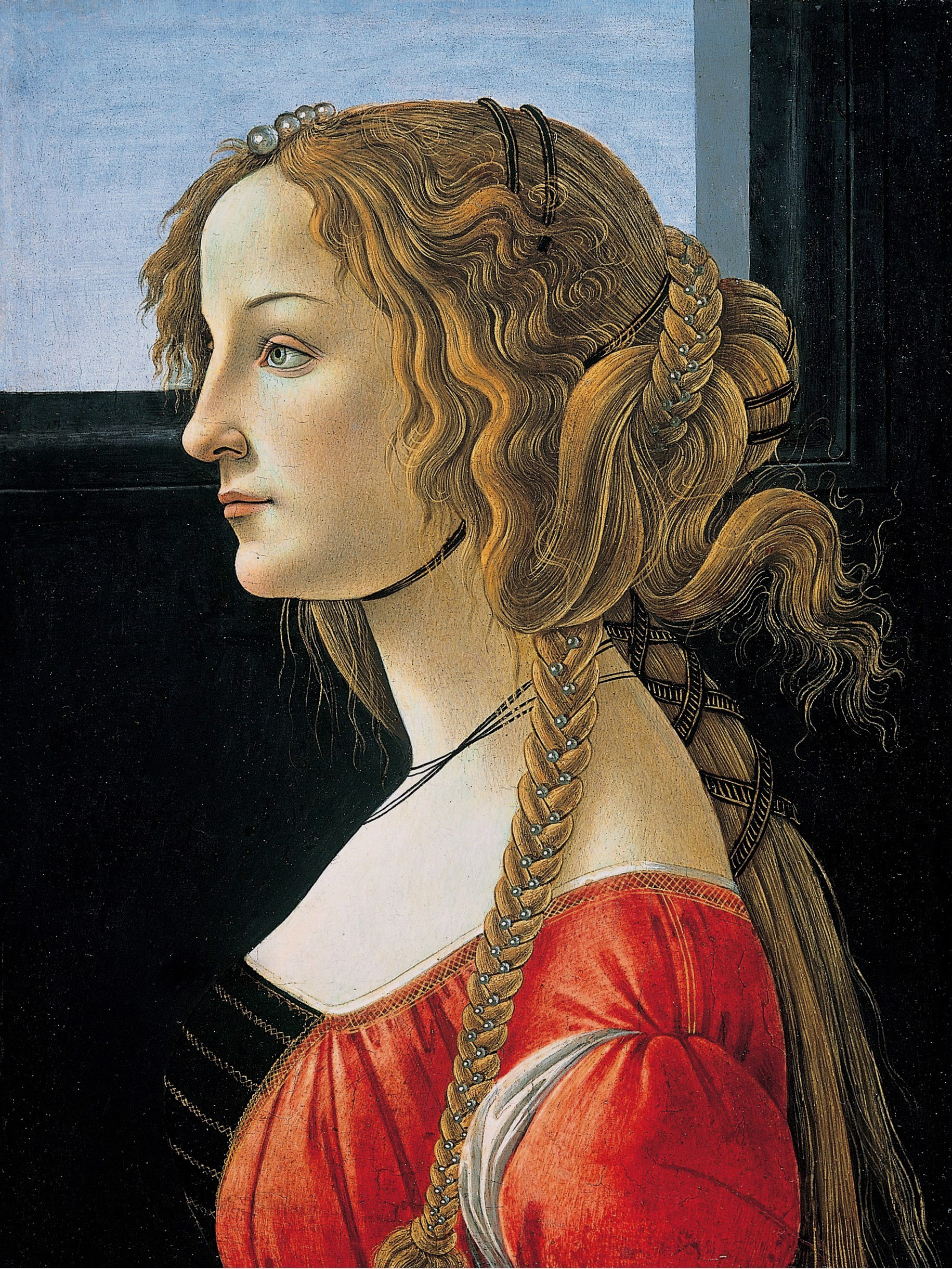
ボッティチェッリの描いたシモネッタ

シモネッタ・カッタネオ・ヴェスプッチ （イタリア語: Simonetta Cattaneo Vespucci, 1453年 - 1476年4月26日）は、ジュリアーノ・デ・メディチの愛人。フィレンツェ一の美女として讃えられ、長らくサンドロ・ボッティチェッリ作『ヴィーナスの誕生』のヴィーナスのモデル、他の彼の作品でもモデルとなったといわれてきた。ピエロ・ディ・コジモも彼女の肖像画を描いた。存命中、彼女に触発され詩や絵画が創り出された。

## 生涯
彼女の出生地については諸説あり、ポルトヴェーネレやジェノヴァが挙がっている。15歳で、マルコ・ヴェスプッチ（探検家アメリゴ・ヴェスプッチの遠縁にあたる）と結婚した。1475年4月にフィレンチェのサンタ・クローチェ広場で行われたジオストラ（騎芸協議会）で、ジュリアーノ・デ・メディチは騎士がその名誉のために戦う、イナモラータ（「愛人」）にシモネッタを選び、ボッティチェッリが彼女をモデルに描いた女神の旗印を掲げて入場した。旗印をボッティチェッリに描かせるよう助言したのは夫のマルコ・ヴェスプッチであったという。ヴェスプッチ家を通してボッティチェッリに見いだされ、彼女を描くために多くの画家たちがフィレンツェにやってきた。2人が出会ってわずか1年後に、シモネッタは肺結核で死んだ。ボッティチェッリが『ヴィーナスの誕生』を完成させたのは、それから9年後のことであった。

## 丸紅コレクション
東京都千代田区竹橋にある丸紅ギャラリーのコレクションに、日本で唯一のボッティチェリの真作があり、これもシモネッタ・ヴェスプッチを描いたものと同定されている。

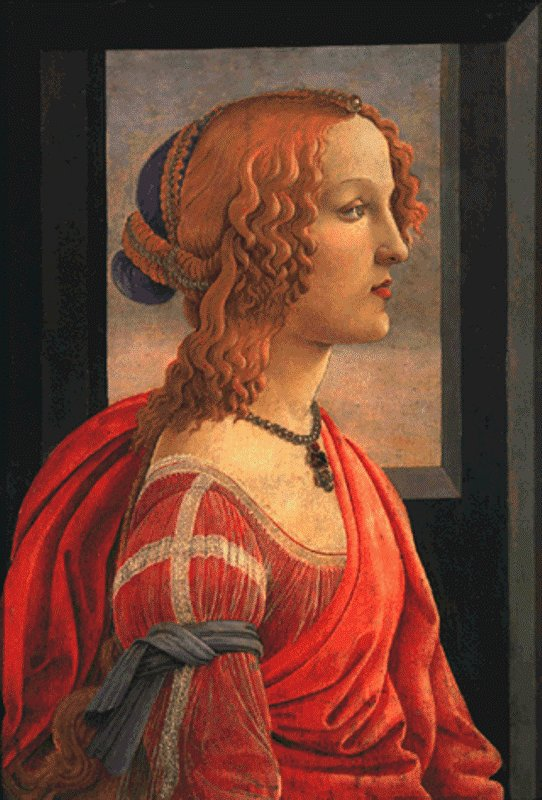
丸紅ギャラリーのシモネッタ・ヴェスプッチ